# Касини—Хајгенс
Касини—Хајгенс (енгл. Cassini–Huygens) удружена је мисија свемирских агенција NASA / ESA / ASI која проучава планету Сатурн и њено мноштво природних сателита од 2004. године. Лансирана 1997. након скоро две деценије гестације, састоји се из Сатурновог орбитера (Касини) и атмосферске сонде / лендера месеца Титана (Хајгенс). Летелица је такође вратила податке и о многим другим стварима укључујући хелиосферу, Јупитер и тестове теорије релативности. Титанова сонда, Хајгенс, је ушла у атмосферу Титана и спустила се на његову површину 14. јануара 2005. године. Мисија се завршила 15. септембра 2017. уласком у атмосферу Сатурна.
Комплетирана Касини—Хајгенс сонда је лансирана 15. октобра 1997. године ракетом Титан IV-Б / Кентаур и након дугог међупланетарног путовања ушла у орбиту Сатурна 1. јула 2004. године. Хајгенс сонда се одвојила од орбитера 25. децембра 2004. у 02.00 UTC; стигла је до Сатурновог месеца Титана 14. јануара 2005. и одмах ушла у његову атмосферу, лагано се спустила ка површини, шаљући притом научне информације телеметријом ка Земљи. Ово је било прво слетање на површину неког небеског тела у спољашњем делу Сунчевог система (изван орбите Марса). NASA је 18. априла 2008. објавила продужетак финансирања земаљских операција мисије, када је преименована у Касини равнодневница. Мисија је поново продужена у фебруару 2010. и добила назив Касини краткодневница. Ова фаза мисије има финансирање до краја 2017. године. Касини је четврта летелица која је посетила Сатурн и прва која је ушла у орбиту око њега.
Шеснаест европских земаља и САД сачињавају тим који је дизајнирао и конструисао летелицу, и одговоран је за управљање и пријем података од стране Касини орбитера и Хајгенс сонде. Мисијом руководи Лабораторија за млазни погон из САД у којој је орбитер дизајниран и састављен. Развој Титанове Хајгенс сонде поверен је европском свемирском центру за развој и технологију чији је примарни предузимач за сонду била француска компанија Алкател. Опрема и инструменти сонде су допремљени из разних држава. Италијанска свемирска агенција је обезбедила радио антену високе фреквенције као и компактан и лаган вишенаменски радар (користи се као потповршински радар, алтиметар и радиометар).
Касини се напаја уз помоћ 32,7 kg плутонијума-238 — топлота која настаје распадом материјала се претвара у електричну енергију. Хајгенс сонда се током међупланетарног пута напајала енергијом орбитера, а затим након одвајања стандардним хемијским батеријама.

## Именовање
Мисија се састоји из два дела: NASA / ASI Касини орбитера, названог по италијанско—француском астроному Ђованију Доменику Касинију (познатом као Жан-Доминик Касини када је постао грађанин Француске) и Хајгенс сонде коју је развила ESA назване по холандском астроному Кристијану Хајгенсу. Хајгенс је открио Титан, док је Касини открио још неколико Сатурнових сателита. Током развоја мисија је била позната под радним називом „Сатурн орбитер Титан сонда” (енгл. Saturn Orbiter Titan Probe — SOTP).

## Циљеви
Касини је имао седам примарних циљева мисије:
1. Утврђивање тродимензионалне структуре и динамике понашања Сатурнових прстенова
2. Утврђивање површинског састава сателита и геолошке историје сваког објекта
3. Утврђивање природе и порекла тамног материјала на „водећој“ полулопти Јапета
4. Мерење тродимензионалне структуре и динамике понашања магнетосфере
5. Проучавање динамике понашања Сатурнове стмосфере на нивоу облака
6. Проучавање промена Титанових облака и измаглице током времена
7. Карактеризација Титанове површине на регионалном нивоу

Укупни трошкови мисије су око 3,26 милијарди , укључујући 1,4 милијарде US$ за развој летелице пре лансирања, 704 милиона US$ за операције мисије, 54 милиона US$ за праћење и 422 милиона US$ за ракету носач. САД учествује са 2,6 милијарди US$ (80%), ЕСА са 500 милиона US$ (15%) и АСИ са 160 милиона US$ (5%).
Примарна мисија Касини сонде је завршена 30. јула 2008. године. Након тога, мисија је продужена до јуна 2010. (Касини равнодневница). Током ове продужене мисије сонда је проучавала Сатурнов систем током равнодневнице, која се догодила у августу 2009. године. НАСА је 3. фебруара 2010. године објавила још једно продужење мисије, овог пута за још 6,5 година, до 2017. године, када се током лета на северној полулопти догађа краткодневница (Касини краткодневница). Ово продужење омогућава још 155 орбита око Сатурна, 54 пролета поред Титана и 11 пролета поред Енцелада. Током пролета поред Титана 2017. године, орбита сонде ће се променити тако да ће пролетети на само 3.000 km изнад Сатурнових облака, испод унутрашње ивице Д–прстена. Следећи сусрет са Титаном ће послати летелицу у атмосферу Сатурна, где ће бити уништена.

## Посећена небеска тела
| Одабране слике (објекти су поређани по величини) | Одабране слике (објекти су поређани по величини) | Одабране слике (објекти су поређани по величини) | Одабране слике (објекти су поређани по величини) | Одабране слике (објекти су поређани по величини) | Одабране слике (објекти су поређани по величини) | Одабране слике (објекти су поређани по величини) |
| ------------------------------------------------ | ------------------------------------------------ | ------------------------------------------------ | ------------------------------------------------ | ------------------------------------------------ | ------------------------------------------------ | ------------------------------------------------ |
|                                                  |                                                  |                                                  |                                                  |                                                  |                                                  |                                                  |
| Титан                                            | Месец                                            | Реја                                             | Јапет                                            | Диона                                            | Тетида                                           | Енцеладови гејзири                               |
|                                                  |                                                  |                                                  |                                                  |                                                  |                                                  |                                                  |
| Мимас                                            | Хиперион                                         | Феба                                             | Јан                                              | Епиметеј                                         | Прометеј                                         | Пандора                                          |
|                                                  |                                                  |                                                  |                                                  |                                                  |                                                  |                                                  |
| Хелена                                           | Атлас                                            | Телесто                                          | Метон                                            |                                                  |                                                  |                                                  |